# Djibo (Burkina Faso)
Pour les articles homonymes, voir Djibo.
Djibo est une ville du département et la commune urbaine de Djibo, dont elle est le chef-lieu, située dans la province du Soum et la région du Sahel au Burkina Faso. Elle se trouve à 200 km au nord de Ouagadougou.

## Géographie

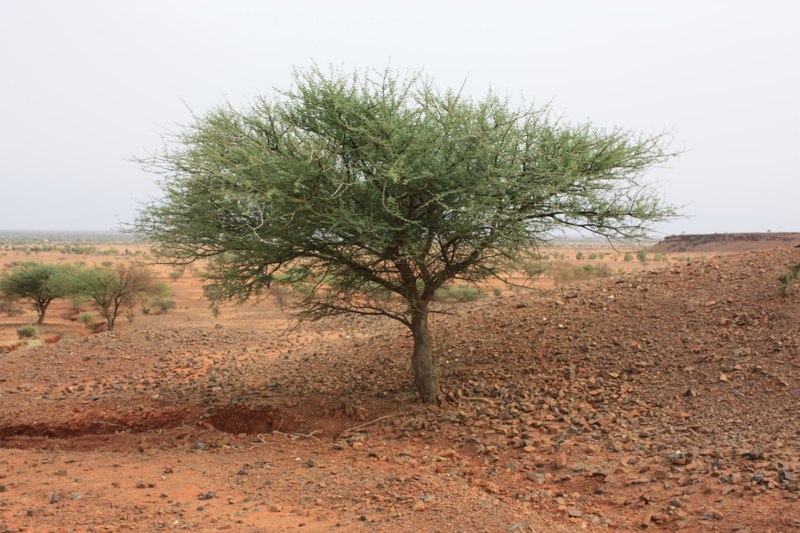
Paysage sahélien : Acacia laeta près de Djibo

La commune est traversée par la route nationale 22 et la route nationale 23.
La population est majoritairement peule.

## Histoire
Selon la tradition, Djibo aurait été fondée par Sambo Nana de Douentza (Mali) au cours de la seconde moitié du XVIe siècle. L'État du Jelgooji s'est développé à partir de Djibo au XVIIe siècle.
Depuis le début des années 1990 et la longue période d’instabilité et de violence qui touche le nord du Mali, la commune de Djibo accueille un nombre croissant de réfugiés maliens, également dans la localité proche de Mentao.
En 2022, l'agglomération compte environ 300 000 habitants, dont de très nombreux réfugiés. Elle est a partir d'août 2022 sous blocus d'organisations djihadistes qui effectuent des attaques contre le 14e Régiment interarmes de l'armée burkinabée basé en ville. Le 26 septembre, un convoi de ravitaillement est attaqué par les terroristes, le bilan officiel étant de 37 morts, dont 27 militaires, ainsi que 70 conducteurs de camions portés disparus. Cette attaque a servi de catalyseur au coup d’État du 30 septembre, perpétré par le capitaine Ibrahim Traoré, qui a renversé le lieutenant-colonel Paul-Henri Sandaogo Damiba.
Le 26 novembre 2023, le JNIM prend d’assaut la base militaire de la ville. Il est délogé par l'armée, appuyée par des avions et des drones.
Mais le blocus reprend aussitôt. Les aides des ONG sont insuffisantes pour nourrir la population, et la population se méfie des ONG.

## Économie
C'est un important marché pour les bovins, les moutons, les chèvres.